# Municipio de Wabash (condado de Fountain)
El municipio de Wabash (en inglés: Wabash Township) es un municipio ubicado en el condado de Fountain en el estado estadounidense de Indiana. En el año 2010 tenía una población de 783 habitantes y una densidad poblacional de 9,1 personas por km².

## Geografía
Según la Oficina del Censo de los Estados Unidos, tiene una superficie total de 86.01 km², de la cual 85,37 km² corresponden a tierra firme y (0,75 %) 0,64 km² es agua.

## Demografía
Según el censo de 2010, había 783 personas residiendo. La densidad de población era de 9,1 hab./km². De los 783 habitantes, estaba compuesto por el 98,6 % blancos, el 0,26 % eran afroamericanos, el 0,26 % eran amerindios, el 0,13 % eran asiáticos, el 0,13 % eran isleños del Pacífico y el 0,64 % eran de una mezcla de razas. Del total de la población el 0,64 % eran hispanos o latinos de cualquier raza.